# Magia
A Magia Shakira kolumbiai énekesnő első albuma, 1991. június 24-én jelent meg. 

## Az album dalai
1. "Sueños" (Shakira Mebarak) – 3:47
2. "Esta Noche Voy Contigo" (Miguel Enrique Cubillos) – 3:53
3. "Lejos De Tu Amor" (Pablo Tedeschi) – 3:09
4. "Magia" (Shakira Mebarak) – 4:43
5. "Cuentas Conmigo" (Juanita Loboguerrero / Miguel Enrique Cubillos) – 4:01
6. "Cazador De Amor" (Shakira Mebarak) – 3:07
7. "Gafas Oscuras" (Shakira Mebarak) – 3:13
8. "Necesito De Tí" (Shakira Mebarak) – 3:41
9. "Lejos De Tu Amor (Versión Remix)" (Pablo Tedeschi) – 3:13